# Janina Karol'čyk-Pravalinskaja
Janina Dislavovna Karol'čyk-Pravalinskaja, accreditata come Yanina Korolchik-Provalinskaya dalla IAAF (in bielorusso Яніна Диславовна Карольчык-Правалінская?; Hrodna, 26 dicembre 1976), è una pesista bielorussa.
Ha un personale di 20,61 m e in carriera ha vinto un titolo olimpico a Sydney 2000. Nel 2003 ha subito una squalifica di due anni per doping: dal 7 agosto 2003 al 6 agosto 2005.

## Palmarès
| Anno | Manifestazione   | Sede        | Evento           | Risultato | Misura  | Note                          |
| ---- | ---------------- | ----------- | ---------------- | --------- | ------- | ----------------------------- |
| 1995 | Europei juniores | Nyíregyháza | Getto del peso   | Argento   | 16,95 m |                               |
| 1997 | Europei under 23 | Turku       | Getto del peso   | Bronzo    | 17,98 m |                               |
| 1997 | Europei under 23 | Turku       | Lancio del disco | Bronzo    | 56,36 m |                               |
| 1997 | Mondiali         | Atene       | Getto del peso   | 18ª       | 17,75 m |                               |
| 1998 | Europei          | Budapest    | Getto del peso   | Bronzo    | 19,23 m | Miglior prestazione personale |
| 1999 | Mondiali         | Siviglia    | Getto del peso   | 4ª        | 19,17 m |                               |
| 2000 | Olimpiadi        | Sydney      | Getto del peso   | Oro       | 20,56 m | Miglior prestazione personale |
| 2001 | Mondiali indoor  | Lisbona     | Getto del peso   | 9ª        | 17,52 m |                               |
| 2001 | Mondiali         | Edmonton    | Getto del peso   | Oro       | 20,61 m | Miglior prestazione personale |
| 2003 | Mondiali indoor  | Birmingham  | Getto del peso   | 7ª        | 18,94 m |                               |
| 2007 | Mondiali         | Osaka       | Getto del peso   | 9ª        | 18,17 m |                               |
| 2008 | Olimpiadi        | Pechino     | Getto del peso   | 18ª       | 17,79 m |                               |
| 2010 | Europei          | Barcellona  | Getto del peso   | Argento   | 19,29 m |                               |
| 2012 | Olimpiadi        | Londra      | Getto del peso   | 16ª       | 17,87 m |                               |